# Ziv Morgan
Ziv Morgan (hebräisch זיו מורגן; * 19. Januar 2000 in Chadera) ist ein israelisch-portugiesischer Fußballspieler.

## Karriere

### Verein
Aus der U19 von Maccabi Haifa wechselte Morgan im Januar 2018 in die von Hapoel Ironi Kirjat Schmona, wo er im Oktober 2019 den Sprung in die erste Mannschaft machte. Am 2. September 2019 debütierte er bei einer 1:3-Niederlage gegen Hapoel Kfar Saba. Zur Hinrunde der Spielzeit 2023/24 wurde er nach Rumänien an CFR Cluj verliehen. Trotz einer möglichen Kaufoption blieb er nicht in Cluj, sondern wechselte zu Hapoel Tel Aviv.

### Nationalmannschaft
Nach ein paar Spielen in der U17, U18 und der U19 kam Morgan ab November 2021 auch in der U21 zum Einsatz. Er war in Israels Kader bei der U21-Europameisterschaft 2023, wo er im Viertelfinale eingesetzt wurde. Israel schied im Halbfinale mit einem 0:3 gegen England aus dem Turnier aus.